# Confine tra Brasile e Uruguay
Il confine tra il Brasile e l'Uruguay descrive la linea di demarcazione tra questi due stati. Ha una lunghezza di 985 km.

## Caratteristiche
La linea di confine interessa la parte sud del Brasile e quella nord-est dell'Uruguay. Ha un andamento generale da nord-ovest verso sud-est.

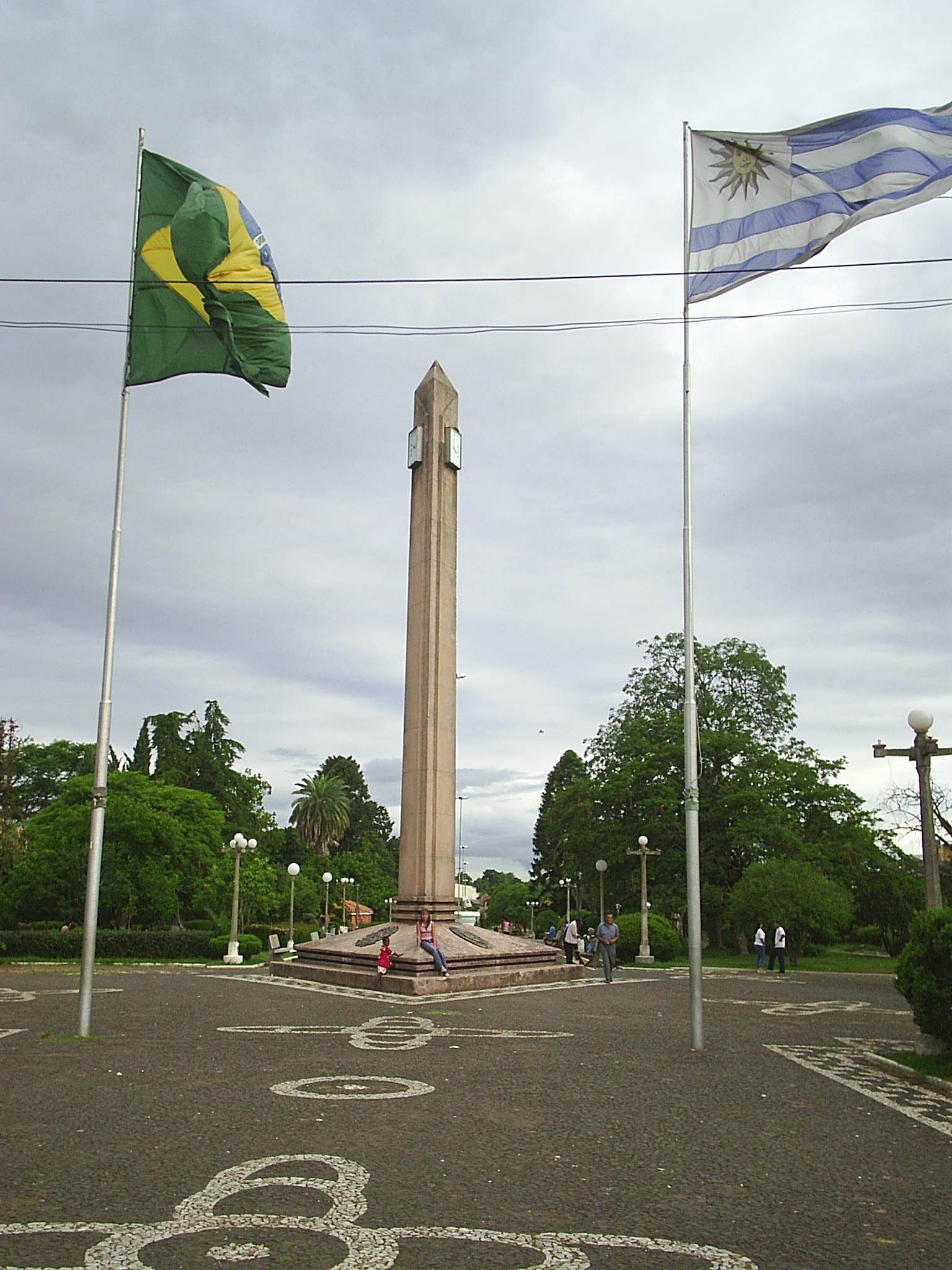
Frontiera della Pace (in portoghese: Fronteira da Paz; in spagnolo: Frontera de la Paz) presso Livramento (Brasile) e Rivera (Uruguay)

Inizia alla triplice frontiera tra Argentina, Brasile e Uruguay e termina sulla costa dell'Oceano Atlantico.